# Камилов, Феликс Хусаинович
 Фе́ликс Хусаинович Ками́лов  (также Фэликс; род. 7 ноября 1940, Ташкент) — советский и российский биохимик, доктор медицинских наук (1977), профессор (1979), член-корреспондент АН РБ (1991), член-корреспондент РАЕН (2001), действительный член РЭА (2001), заслуженный деятель науки БАССР (РБ) (1991), заслуженный деятель науки РФ (2004). Ректор Башкирского медицинского института (1988—1994).

## Биография
Камилов Феликс Хусаинович родился 7 ноября 1940 года в Ташкенте.
В 1964 году окончил лечебный факультет Челябинского медицинского института. После окончания в институте аспирантуры на кафедре биохимии защитил кандидатскую диссертацию на тему «Исследование белковоанаболического и антикатаболического действия пиримидиновых производных и синтетических стероидов» и работал ассистентом (1967—1970), доцентом на той же кафедре (1971—1977). Диссертацию доктора медицинских наук на тему «Исследования обмена белков и нуклеиновых кислот при экспериментальных термических ожогах» защитил в 1975 году.
В 1977 году прошел по конкурсу заведующим кафедрой биологической и органической химии Башкирского государственного медицинского института.
В 1982—1983 годах работал деканом лечебного факультета, в 1983—1988 годах — проректором по научной и лечебной работе.
С 1988 по 1994 годы был ректором Башкирского государственного медицинского института.
В 1991 году Ф. Х. Камилов был удостоен звания члена-корреспондента Академии наук Республики Башкортостан и заслуженного деятеля науки РБ.
Ф. Х. Камилов участвовал в организации Академии наук Республики Башкортостан. Он является действительным членом Российской экологической академии и членом-корреспондентом Российской академии естественных наук.
Зам. редактора журнала «Медицинский вестник Башкортостана», председатель диссертационного совета при БГМУ, председатель общественной организации «Объединение биохимиков Урала, Западной Сибири и Поволжья».
Научное направление работы Камилова: клиническая и экологическая биохимия. Им были разработаны методы лечения ожоговой болезни у детей. Он экспериментально изучил закономерности развития метаболических и гормональных нарушений при действии стойких органических загрязнителей (диоксинсодержащие хлорорганические соединения, галогенированные бифенилы и др.), выявил многоуровневые механизмы их токсического влияния на организм человека и животных.
Его учениками являются 14 докторов и 62 кандидата наук.

## Основные работы
Автор более 450 научных публикаций, включая 14 авторских свидетельств. Является соавтором нового лекарственного вещества — оксиметилурацила.
- Пиримидины и их применение в медицине. — Уфа: Изд-во БГМУ, 1992.
- Геморрагическая лихорадка с почечным синдромом в Республике Башкортостан. — Уфа: Изд-во БГМУ, 1995.
- Экотоксикологические проблемы мониторинга сточных вод фармацевтических производств. — Уфа: Изд-во «Гилем», 1996.
- Биохимия гормонов и механизмы гормональной регуляции обмена веществ. — Уфа: Изд-во «Гилем», 1998.
- Иммунотропные эффекты феноксигербицидов. — Уфа: Изд-во БГМУ, 2000.
- Патогенез и лечение геморрагической лихорадки с почечным синдромом. — Уфа: Изд-во БГМУ, 2000.
- Гонадотропные эффекты феноксигербецидов в мужском организме. — Уфа: Дизайн Полиграф Сервис, 2001.
- Злокачественные лимфомы (клинико-лабораторные факторы прогноза, лечение). — Уфа: Здравоохранение Башкортостана, 2002.
- Хронические вирусные гепатиты. — Уфа: Изд-во «Гилем», 2005.
- Неврологическая депрессия у женщин. — Уфа, 2009.
- Курс лекций по биохимии ротовой полости. — Уфа: Изд-во БГМУ, 2009 и др.

## Награды и звания
- Заслуженный деятель науки БАССР (РБ) (1991)
- Заслуженный деятель науки Российской Федерации (2004)[2]